# 塩原新田
塩原新田（しおばらしんでん）は静岡県御前崎市の大字。

## 地理
御前崎市の西部、浜岡地区の南部に位置する。南側は遠州灘に面する。東で池新田及び合戸（飛地）、西で合戸、北で門屋と接する。

### 海
- 遠州灘（太平洋）

### 字
11の字がある（2015年（平成27年）6月10日現在）。
- 青砂（あおすな）
- 石山（いしやま）
- 一尾地（いちおじ）
- 蒲池（かばいけ）
- 海山（かいざん）
- 津志ヶ崎（つしがさき）
- 苗代（なえしろ）
- 中（なか）
- 七ッ山（ななつやま）
- 西（にし）
- 前雨垂（まえうたり）

## 歴史

### 沿革
- 1889年（明治22年）4月1日 - 町村制の施行により、城東郡塩原新田が周辺の村と合併し、城東郡池新田村となる[WEB 7]。旧村名は池新田村の大字として残る[WEB 8]。
- 1896年（明治29年）4月1日 - 郡制の施行により所属郡が小笠郡に変更。
- 1940年（昭和15年）11月11日 – 池新田村が町制施行して池新田町となる。
- 1955年（昭和30年）3月31日 –池新田町が朝比奈村・佐倉村・新野村・比木村と新設合併を行い、浜岡町が発足する。
- 2004年（平成16年）4月1日 – 浜岡町が御前崎町と新設合併を行い、御前崎市となる。

## 施設
- 御前崎市高松浄化センター
- 高陽物流 本社
- エポック 本社
- トープラ 東海工場
- コスモ石油浜岡西SS（（有）揚張石油 が運営）
- 真言宗醍醐派 妙高院

## 交通
現在鉄道は通っていないが、かつては静岡鉄道駿遠線の塩原新田駅が存在した。

### バス
- しずてつジャストライン掛川大東浜岡線：（（中東遠総合医療センター・）掛川駅前 方面 - ）高松 - 塩原 - JA高松支店（ - 浜岡営業所 方面）

### 道路
- 国道150号
- 静岡県道372号大東相良線

## その他

### 学区
小学校・中学校の学区は以下の通りである。
| 番・番地等 | 小学校               | 中学校               |
| ---------- | -------------------- | -------------------- |
| 全域       | 御前崎市立第一小学校 | 御前崎市立浜岡中学校 |

### 警察
警察の管轄区域は以下の通りである。
| 番・番地等 | 警察署     | 交番・駐在所     |
| ---------- | ---------- | ---------------- |
| 全域       | 菊川警察署 | 高松警察官駐在所 |

### WEB
1. ↑  “h02_22.csv”.   総務省 (2022年2月10日). 2025年1月7日閲覧。
2. ↑  “静岡県御前崎市塩原新田 (222230030)”.   人文学オープンデータ共同利用センター. 2025年1月7日閲覧。
3. ↑  “静岡県 御前崎市 塩原新田の郵便番号 - 日本郵便”.   日本郵便. 2025年1月7日閲覧。
4. ↑  “市外局番の一覧”.   総務省 (2022年3月1日). 2025年1月7日閲覧。
5. ↑  “事業所案内及び管轄地域（事務所3件、分室3件）”.   一般社団法人静岡県自動車会議所. 2025年1月7日閲覧。
6. ↑  “御前崎市大字小字一覧 - 静岡県オープンデータ”.   静岡県 (2015年6月10日). 2025年1月7日閲覧。
7. ↑  “historyofcities.pdf”.   静岡県総務部合併推進室・財団法人静岡県市町村振興協会. 2025年1月7日閲覧。
8. ↑  “解説ページ”.   株式会社エア. 2025年1月7日閲覧。
9. ↑  “通学区域一覧／御前崎市公式ホームページ”.   御前崎市 (2020年6月2日). 2025年1月7日閲覧。
10. ↑  “交番駐在所一覧表｜静岡県警察”.   静岡県警察 (2023年6月12日). 2025年1月9日閲覧。